# Ibrahim Ndżoja

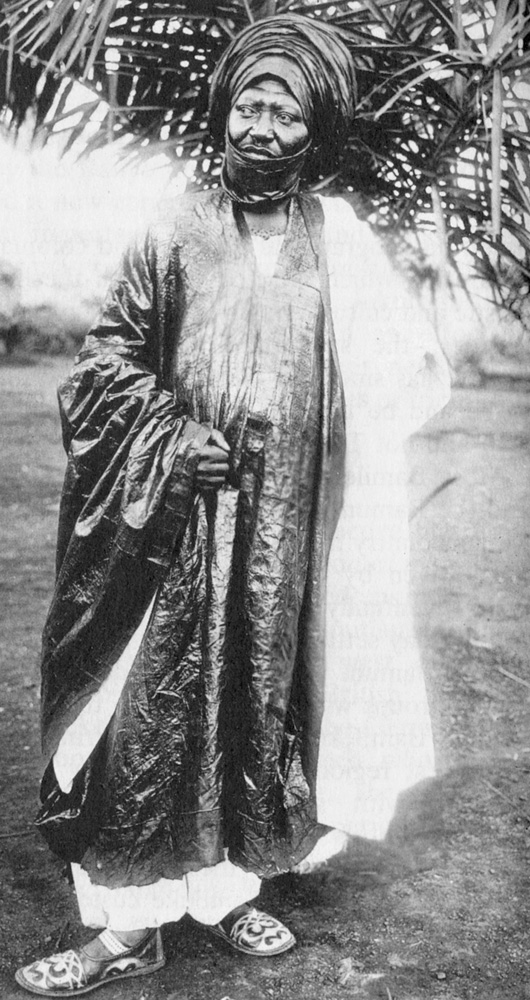
Król Ibrahim Ndżoja (Njoya)

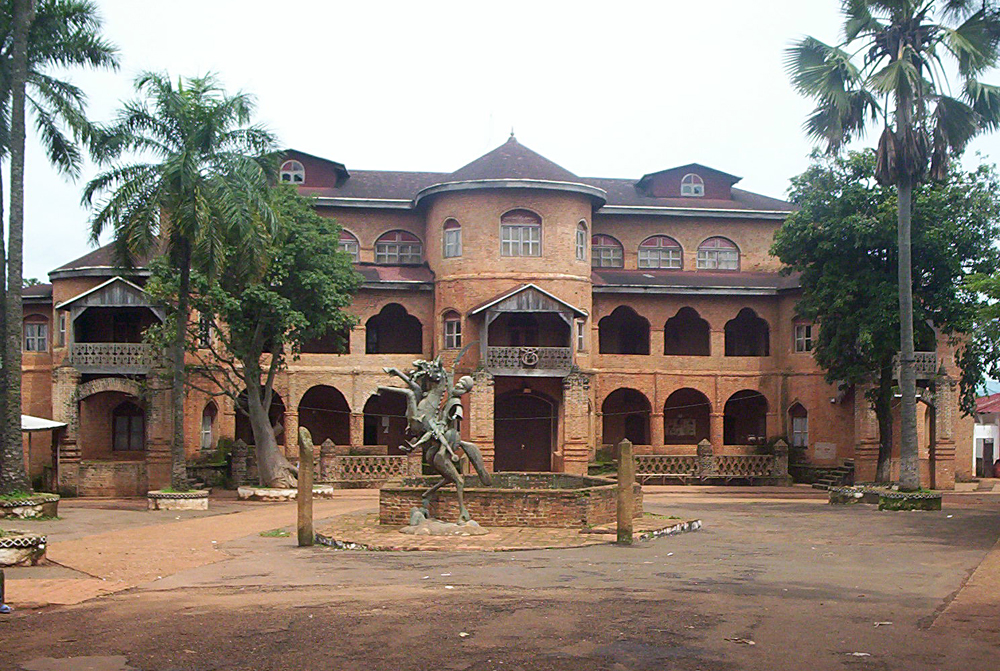
Pałac Króla Ibrahima Ndżoja, obecnie szkoła założona przez Ibrahima Mbomo Ndżoja, ucząca pisma bamum

Ibrahim Ndżoja (ur. 1860, zm. 1933) – siedemnasty król ludu Bamum w zachodnim Kamerunie, w latach 1889–1933. Wywodził się z dynastii panującej od XVI wieku. W czasie jego rządów kraj kolonizowali Niemcy a potem Francuzi. W 1931 roku został zdetronizowany przez kolonistów francuskich. Po śmierci na wygnaniu w roku 1933 władzę przejął jego syn, Seidou Njimoluh Ndżoja.

## Stworzenie systemu zapisu
Ibrahim Ndżoja pod wpływem znajomości języka arabskiego i pisma vai, stworzył alfabetyczny system dla słów w języku Bamum. Na początku opracował kilkaset symboli, głównie piktogramów i ideogramów. W ciągu kolejnych lat z pomocą zaufanych dworzan uprościł ten system zmniejszając ilości symboli dzięki wprowadzeniu systemu sylabicznego. Po ukończeniu prac nowe pismo, zwane A-ku-u-ku, miało 70 znaków. Ndżoja upowszechnił to pismo, wprowadzając jego naukę w szkołach i używając go w administracji państwowej. Spisał w nim również historię swojej dynastii i kraju. W pałacowych archiwach przechowuje się ponad 8 tysięcy oryginalnych dokumentów z tamtego okresu spisanych pismem bamum.